# Eòlia (filla d'Amitàon)
D'acord amb la mitologia grega, Eòlia fou una filla d'Amitàon, cabdill de Iolcos, i d'Idòmene.
Casada amb Calidó, fou mare d'Epicasta i de Protogènia.